# Gjermund Åsen
Gjermund Åsen (Trondheim, 22 maggio 1991) è un calciatore e giocatore di calcio a 5 norvegese, centrocampista del Lillestrøm.

## Carriera

### Club
Åsen ha giocato nelle giovanili dell'Heimdal, per poi entrare in quelle dello Strindheim – per cui ha giocato anche tre stagioni in 2. divisjon – ed è successivamente passato al Rosenborg. Ha esordito in gare ufficiali nella Superfinalen 2010, contro l'Aalesunds. Åsen ha sostituito Fredrik Winsnes a pochi minuti dalla fine della gara, conclusasi con una vittoria per 3-1 della sua squadra. Una settimana dopo, ha disputato la prima gara con il Rosenborg nell'Eliteserien 2010: è stato schierato titolare nella vittoria in trasferta per 1-2 sul Molde, subendo anche un'ammonizione. Anche nelle due sfide successive, contro Start e Vålerenga, è stato utilizzato dal tecnico Erik Hamrén, sebbene non da titolare: ha infatti sostituito rispettivamente Fredrik Winsnes e Per Ciljan Skjelbred. È stato utilizzato anche nel primo turno del Norgesmesterskapet 2010, contro lo Stjørdals-Blink.
A metà della stagione 2011 è passato in prestito al Ranheim. Ha esordito con questa maglia in data 4 settembre 2011, schierato titolare nella sconfitta per 2-1 in casa dell'Asker. Il 25 settembre successivo ha segnato la prima rete, nella vittoria per 3-2 sul Bodø/Glimt. Tornato al Rosenborg, si è trasferito nuovamente al Ranheim, con la stessa formula, fino al 1º agosto 2012. Il calciatore è stato poi messo sotto contratto a titolo definitivo. L'11 luglio 2013, ha rinnovato il contratto che lo legava al Ranheim per un'altra stagione. Il 17 ottobre 2014, il suo nome è stato inserito tra i candidati per la vittoria del premio Kniksen per il miglior calciatore della 1. divisjon.
Il 17 dicembre 2014 si è trasferito ufficialmente al Tromsø, formazione per cui ha firmato un contratto triennale valido a partire dal 1º gennaio 2015. Il 15 dicembre 2017 ha prolungato l'accordo che lo legava al club, fino al 31 dicembre 2019.
Il 22 gennaio 2019 ha fatto ufficialmente ritorno al Rosenborg, scegliendo di vestire la maglia numero 22.
Il 26 gennaio 2021 è passato al Lillestrøm con la formula del prestito: il nuovo club si è riservato anche un'opzione per l'acquisto a titolo definitivo del giocatore. Il 30 novembre 2021, il Lillestrøm ha esercitato la propria opzione d'acquisto, con Åsen che ha firmato un contratto biennale col nuovo club.
L'11 febbraio 2022 è stato nominato nuovo capitano del Lillestrøm.
Il 6 gennaio 2024 ha prolungato il contratto che lo legava al club, fino al 31 dicembre 2025.
Attivo anche nel calcio a 5, a febbraio 2015 è stato reso noto che Åsen avrebbe giocato per il Tiller.

### Nazionale
Ha giocato nelle nazionali giovanili norvegesi Under-19 ed Under-21.

## Statistiche

### Presenze e reti nei club
Statistiche aggiornate al 10 gennaio 2024.
| Stagione          | Club              | Campionato        | Campionato | Campionato | Coppe nazionali | Coppe nazionali | Coppe nazionali | Coppe continentali | Coppe continentali | Coppe continentali | Supercoppe | Supercoppe | Supercoppe | Totale | Totale |
| Stagione          | Club              | Comp              | Pres       | Reti       | Comp            | Pres            | Reti            | Comp               | Pres               | Reti               | Comp       | Pres       | Reti       | Pres   | Reti   |
| ----------------- | ----------------- | ----------------- | ---------- | ---------- | --------------- | --------------- | --------------- | ------------------ | ------------------ | ------------------ | ---------- | ---------- | ---------- | ------ | ------ |
| 2007              | Strindheim        | 2D                | ?          | ?          | CN              | ?               | ?               | -                  | -                  | -                  | -          | -          | -          | ?      | ?      |
| 2008              | Strindheim        | 2D                | ?          | ?          | CN              | ?               | ?               | -                  | -                  | -                  | -          | -          | -          | ?      | ?      |
| 2009              | Strindheim        | 2D                | ?          | ?          | CN              | ?               | ?               | -                  | -                  | -                  | -          | -          | -          | ?      | ?      |
| Totale Strindheim | Totale Strindheim | Totale Strindheim | ?          | ?          |                 | ?               | ?               |                    | -                  | -                  |            | -          | -          | ?      | ?      |
| 2010              | Rosenborg         | ES                | 4          | 0          | CN              | 1               | 0               | UCL+UEL            | 0                  | 0                  | SN         | 1          | 0          | 6      | 0      |
| gen.-ago. 2011    | Rosenborg         | ES                | 9          | 0          | CN              | 2               | 0               | UCL+UEL            | 0                  | 0                  | -          | -          | -          | 11     | 0      |
| ago.-dic. 2011    | Ranheim           | 1D                | 9          | 3          | CN              | 0               | 0               | -                  | -                  | -                  | -          | -          | -          | 9      | 3      |
| 2012              | Ranheim           | 1D                | 25         | 3          | CN              | 0               | 0               | -                  | -                  | -                  | -          | -          | -          | 25     | 3      |
| 2013              | Ranheim           | 1D                | 22+3       | 6+0        | CN              | 2               | 1               | -                  | -                  | -                  | -          | -          | -          | 27     | 7      |
| 2014              | Ranheim           | 1D                | 30         | 9          | CN              | 3               | 1               | -                  | -                  | -                  | -          | -          | -          | 33     | 10     |
| Totale Ranheim    | Totale Ranheim    | Totale Ranheim    | 86+3       | 21+0       |                 | 5               | 2               |                    | -                  | -                  |            | -          | -          | 94     | 23     |
| 2015              | Tromsø            | ES                | 21         | 3          | CN              | 1               | 0               | -                  | -                  | -                  | -          | -          | -          | 22     | 3      |
| 2016              | Tromsø            | ES                | 29         | 2          | CN              | 2               | 0               | -                  | -                  | -                  | -          | -          | -          | 31     | 2      |
| 2017              | Tromsø            | ES                | 29         | 3          | CN              | 2               | 0               | -                  | -                  | -                  | -          | -          | -          | 31     | 3      |
| 2018              | Tromsø            | ES                | 21         | 2          | CN              | 0               | 0               | -                  | -                  | -                  | -          | -          | -          | 21     | 2      |
| Totale Tromsø     | Totale Tromsø     | Totale Tromsø     | 100        | 10         |                 | 5               | 0               |                    | -                  | -                  |            | -          | -          | 105    | 10     |
| 2019              | Rosenborg         | ES                | 23         | 1          | CN              | 3               | 1               | UCL+UEL            | 4+5                | 0                  | -          | -          | -          | 35     | 2      |
| 2020              | Rosenborg         | ES                | 22         | 2          | -               | -               | -               | UEL                | 2                  | 0                  | -          | -          | -          | 24     | 2      |
| Totale Rosenborg  | Totale Rosenborg  | Totale Rosenborg  | 58         | 3          |                 | 6               | 1               |                    | 4+7                | 0                  |            | 1          | 0          | 76     | 4      |
| 2021              | Lillestrøm        | ES                | 26         | 2          | CN              | 1               | 0               | -                  | -                  | -                  | -          | -          | -          | 27     | 2      |
| 2022              | Lillestrøm        | ES                | 26         | 2          | CN              | 5               | 1               | UECL               | 2                  | 0                  | -          | -          | -          | 33     | 3      |
| 2023              | Lillestrøm        | ES                | 30         | 4          | CN              | 2               | 0               | -                  | -                  | -                  | -          | -          | -          | 32     | 4      |
| 2024              | Lillestrøm        | ES                | 0          | 0          | CN              | 0               | 0               | -                  | -                  | -                  | -          | -          | -          | 0      | 0      |
| Totale Lillestrøm | Totale Lillestrøm | Totale Lillestrøm | 82         | 8          |                 | 8               | 1               |                    | 2                  | 0                  |            | -          | -          | 92     | 9      |
| Totale            | Totale            | Totale            | 326+3+     | 42+0+      |                 | 24+             | 4+              |                    | 13                 | 0                  |            | 1          | 0          | 367+   | 46+    |

## Palmarès

### Club

#### Competizioni nazionali
- Superfinalen: 1

Rosenborg: 2010
- Campionato norvegese: 1

Rosenborg: 2010